# Невське (Гур'євський міський округ)
Невське (рос. Невское) — селище Гур'євського міського округу, Калінінградської області Росії. Входить до складу Кутузовського сільського поселення.
Населення —  792 особи (2015 рік). 

## Населення
| 2002 | 2010 |
| ---- | ---- |
| 695  | ↗792 |